# 12월 28일
12월 28일은 그레고리력으로 362번째(윤년일 경우 363번째) 날에 해당한다.

## 사건
- 418년 - 교황 보니파시오 1세가 선출되다.
- 484년 - 서고트의 알라리크 2세가 부친 에우리크를 계승해 왕이 되다.
- 1065년 - 웨스트민스터 사원이 축성되다.
- 1308년 - 일본의 제95대 하나조노 천황의 치세가 시작되다.
- 1894년 - 동학 농민 운동 지도자 전봉준 체포됨
- 1926년 - 나석주, 동양척식주식회사에 폭탄을 투척.
- 1945년 - 모스크바 3상회의, 한국에 대해 5년간 신탁통치 결정.
- 2011년 - 조선민주주의인민공화국 국방위원장 김정일의 영결식이 평양에서 치러짐.
- 2014년
  - 인도네시아 에어아시아 소속의 여객기 인도네시아 에어아시아 8501편 실종 사건이 발생했다.
  - 그리스에서 이탈리아로 가는 여객 겸용 선박에서 화재가 발생하였다. 승객과 승무원들을 포함해서 478명이 타고 있었으며, 35명이 구조되었다.
  - 미국이 아프가니스탄 전쟁을 공식적으로 종료하다.
- 2015년 - 새정치민주연합, 더불어민주당으로 당명 변경.

## 문화
- 1973년 - HD현대중공업 창립
- 1991년 - 조선민주주의인민공화국, 나진-선봉 자유무역지대 선포.
- 2007년 -
  - OBS경인TV 개국.
  - 수도권 전철 1호선 덕계역 개통.
  - 수도권제1순환고속도로 의정부 나들목 ~ 송추 나들목 개통함으로써 전 구간 완전 개통.
  - FIFA에서 콜롬비아 보고타, 에콰도르 키토, 볼리비아 라파스와 같이 수도가 해발 2,500m가 넘는 산에 있는 나라에서 축구 경기를 열지 못하게 되었다.
- 2009년 - 글로벌 경제채널 SBS CNBC(현)SBS Biz 개국.
- 2011년 - 수도권 전철 수인·분당선 죽전 - 기흥 구간 개통.

## 탄생
- 1164년 - 일본의 제79대 천황 로쿠조 천황. (~1176년)
- 1537년 - 조선의 군인, 정치인 권율. (~1599년)
- 1606년 - 조선의 문신, 정치인 송준길. (~1672년)
- 1792년 - 영국의 수학자이자 철학자, 발명가, 정치경제학자 찰스 배비지. (~1871년)
- 1856년 - 미국의 제28대 대통령 우드로 윌슨. (~1924년)
- 1882년
  - 덴마크의 화가 릴리 엘베. (~1931년)
  - 영국의 천문학자 아서 스탠리 에딩턴. (~1944년)
- 1883년 - 미국의 군인 로이드 프레덴덜. (~1963년)
- 1897년 - 소련의 군인 이반 코네프. (~1973년)
- 1898년 - 미국의 여행가, 기행작가. 수필가, 문필가, 사회운동가 진 맥아더. (~2000년)
- 1903년 - 헝가리, 미국의 수학자 존 폰 노이만. (~1957년)
- 1910년 - 대한민국의 기업인 김순흥. (~1981년)
- 1921년 - 프랑스의 군인, 정치인 필리프 드골. (~2024년)
- 1922년
  - 대한민국의 정치인 주도윤. (~2017년)
  - 미국의 만화가 스탠 리. (~2018년)
- 1929년 - 네덜란드의 천문학자 마르턴 스밋. (~2022년)
- 1932년 - 미국의 영화배우 니셸 니컬스. (~2022년)
- 1934년
  - 영국의 배우 매기 스미스. (~2024년)
  - 일본의 배우 이시하라 유지로. (~1987년)
- 1936년 - 대한민국의 정치인 한승수.
- 1937년 - 인도의 기업인 라탄 타타. (~2024년)
- 1939년 - 미국의 기업인 필립 앤슈츠.
- 1941년 - 대한민국의 배우 태현실.
- 1946년
  - 대한민국의 배우 공호석.
  - 미국의 정치인 팀 존슨. (~2024년)
- 1948년 - 대한민국의 산악인 고상돈. (~1979년)
- 1951년 - 중화인민공화국의 정치인 뤄즈쥔. (~2023년)
- 1953년
  - 영국, 프랑스의 피아니스트, 작곡가 리샤르 클레데르망.
  - 미국의 영화감독 제임스 폴리. (~2025년)
- 1954년 - 미국의 배우 덴절 워싱턴.
- 1955년 - 중국의 반체제 인사, 인권 운동가 류샤오보. (~2017년)
- 1957년 - 일본의 애니메이터, 애니메이션 연출가, 애니메이션 감독 기가미 요시지. (~2019년)
- 1958년 - 미국의 가수 조 디피.
- 1959년 - 독일의 육상 선수 한스외르크 쿤체.
- 1960년
  - 대한민국의 배우 김형일.
  - 미국의 자동차 경주, 배우, 영화 제작자 채드 맥퀸. (~2024년)
- 1962년 - 대한민국의 배우 최수종.
- 1963년 - 중국의 바둑 기사 루이나이웨이.
- 1964년 - 대한민국의 배우 권오성.
- 1965년
  - 대한민국의 인천광역시의회 의원 임지훈.
  - 대한민국의 언론인 이종훈.
- 1969년
  - 대한민국의 가수 김정연.
  - 핀란드의 SW 개발자 리누스 토르발스.
  - 대한민국의 배우, 희극인 공기탁.
- 1970년 - 대한민국의 배우 박선우.
- 1971년 - 스페인의 전 축구 선수 세르히 바르후안.
- 1972년 - 일본의 배우 테라지마 시노부.
- 1973년
  - 대한민국의 성우 위훈.
  - 대한민국의 텔레비전 드라마 작가 김영윤.
- 1974년 - 대한민국의 성우 채의진.
- 1975년
  - 일본의 성우 무라이 카즈사.
  - 대한민국의 야구 선수 임경완.
- 1976년 - 대한민국의 희극인 장재영.
- 1978년
  - 미국의 가수 존 레전드.
  - 대한민국의 가수 영준 (브라운 아이드 소울).
  - 대한민국의 성우 장민혁.
  - 대한민국의 배우 최정인.
- 1979년
  - 스웨덴의 배우 노미 라파스.
  - 대한민국의 배우 이승빈.
  - 대한민국의 배우 문종원.
- 1980년
  - 일본의 전 야구 선수 무라타 슈이치.
  - 콩고 민주 공화국의 축구 선수 로마나 루아루아.
- 1981년 - 대한민국의 가수 나르샤 (브라운 아이드 걸스).
- 1982년 - 대한민국의 가수 이정학. (바닐라 유니티)
- 1983년 - 타이완의 배우, 가수, 모델 허쥔샹.
- 1985년 - 대한민국의 배우 배진아.
- 1986년
  - 대한민국의 배우 최웅.
  - 대한민국의 양궁 선수 김유미.
  - 일본의 축구 선수 다카하시 료타.
- 1987년 - 잉글랜드의 배우 해나 토인턴.
- 1988년 - 대한민국의 피아노연주가 박호경.
- 1989년 - 아일랜드의 배우 제시 버클리.
- 1990년
  - 대한민국의 희극인 이상은.
  - 대한민국의 배우 이재성.
  - 스페인의 축구 선수 마르코스 알론소 멘도사.
- 1991년
  - 대한민국의 배우 홍승범.
  - 일본의 가수 오오야 시즈카.
- 1992년
  - 대한민국의 축구 선수 김동진.
  - 네델란드의 전 쇼트트랙 선수 라라 판 라위번.
  - 대한민국의 유튜버 랄랄.
  - 대한민국의 가수, 비디오 자키 신아.
  - 대한민국의 래퍼 신스.
- 1993년
  - 대한민국의 기상캐스터 문진희.
  - 일본의 배우, 모델, 가수 신카와 유아.
- 1994년
  - 대한민국의 모델 유리.
  - 대한민국의 이종격투기 선수 송가연.
  - 일본의 예능인 마에다 유카 (스마이레지).
  - 멕시코의 야구 선수 로베르토 라모스.
  - 영국의 수영 선수 애덤 피티.
- 1995년
  - 대한민국의 유튜버 잠뜰 (CH.DIA).
  - 대한민국의 영화 감독 권수진.
  - 대한민국의 생명정보학자 유효정.
- 1996년
  - 러시아의 가수, 모델 안젤리나 다닐로바.
  - 프랑스의 축구 선수 탕기 은돔벨레.
  - 일본의 가수 후지타 나나.
- 1997년 - 대한민국의 가수 서정.
- 1998년
  - 대한민국의 드럼연주가 김건국.
  - 일본의 AV배우, 모델, 유튜버 가노 유라.
- 2000년
  - 대한민국의 가수 이무진.
  - 일본의 야구 선수 하기오 마사야.
  - 브라질의 배우 겸 가수 라리사 마노엘라.
- 2001년 - 대한민국 피겨 스케이팅 선수 안소현.
- 2004년 - 대한민국의 체조 선수 이다영.
- 2007년 - 대한민국의 뮤지컬 아역배우 황예영.

### 미상
- 대한민국의 가수 케이지.
- 대한민국의 가수 이샤.
- 대한민국의 기업인 안스타.
- 이탈리아의 기업인 루차노 가우치. (~2020년)

## 사망
- 1694년 - 영국의 국왕 메리 2세. (1662년~)
- 1926년 - 대한민국의 독립운동가 나석주. (1892년~)
- 1937년 - 프랑스의 작곡가 모리스 라벨. (1875년~)
- 1947년 - 이탈리아의 왕국 국왕 비토리오 에마누엘레 3세. (1869년~)
- 1981년 - 일본의 추리 소설 작가 요코미조 세이시. (1902년~)
- 2007년
  - 대한민국의 배우 이재훈. (1961년~)
  - 대한민국의 정치인 손문주. (1937년~)
- 2009년 - 미국의 드러머 더 레브. (1981년~)
- 2010년 - 대한민국의 정치인, 국회의원 최선영. (1940년~)
- 2012년 -  대한민국의 가수 홍종명 (1968년~)
- 2015년 - 영국의 가수 레미 킬미스터. (1945년~)
- 2016년
  - 미국의 배우 데비 레이놀즈. (1932년~)
  - 우루과이의 군인 겸 정치가 그레고리오 알바레스. (1925년~)
- 2017년
  - 미국의 배우 로즈 마리. (1923년~)
  - 미국의 작가 수 그래프턴. (1940년~)
- 2018년
  - 이스라엘의 소설가 아모스 오즈. (1939년~)
  - 미국의 기업인 피터 힐우드. (1936년~)
- 2020년
  - 영국의 피아니스트 푸총. (1934년~)
  - 멕시코의 음악가 아르만도 만사네로. (1935년~)
- 2021년 - 미국의 정치인 해리 리드. (1939년~)
- 2024년 - 미국의 화학자 마르틴 카르플루스. (1930년~)

## 기념일
- 딱신왕 즉위기념일(King Taksin Memorial Day): 태국

## 같이 보기
- 전날: 12월 27일 다음날: 12월 29일 - 전달: 11월 28일 다음달: 1월 28일
- 음력: 12월 28일
- 모두 보기